# كارل نيغلي
كارل فيلهلم فون نيغلي (بالألمانية: Carl Wilhelm von Nägeli)  (مواليد 27 مارس 1817 - 10 مايو 1891) هو عالم نبات سويسري عاش في أواخر القرن التاسع عشر.
درس نيغلي الانقسام الخلوي والتلقيح عند النباتات؛ واشتهر بأنه من ثنى مندل عن متابعة العمل في علم الوراثة؛ كما اشتهر أيضاً بطرح مبدأ فعالية الفلزات بالمقادير القليلة. رفض نيغلي مبدأ الاصطفاء الطبيعي آليةً للتطوّر مفضلاً نظرية التطور الموجه.